# Calamaria septentrionalis
Calamaria septentrionalis är en ormart som beskrevs av Boulenger 1890. Calamaria septentrionalis ingår i släktet Calamaria och familjen snokar. IUCN kategoriserar arten globalt som livskraftig. Inga underarter finns listade.
Arten förekommer i sydöstra Kina, inklusive Hainan, och i norra Vietnam. Honor lägger ägg.